# Équipe cycliste Liberty Seguros (Portugal)
Pour les articles homonymes, voir Équipe cycliste Liberty Seguros et Équipe cycliste LA Alumínios-LA Sport.
L'équipe cycliste Liberty Seguros est une ancienne formation portugaise de cyclisme professionnel sur route. Créée en 1996 sous le nom de L.A. Aluminios, elle a pris le nom de la compagnie d'assurance Liberty Seguros en 2007.

## Histoire de l'équipe
L'équipe est fondée en 1996. En 2005, elle fait partie des équipes continentales professionnelles. Elle est rétrogradée en équipe continentale en 2006. En 2007, elle prend le nom de la compagnie d'assurance Liberty Seguros, partenaire de l'équipe depuis 2005 qui devient sponsor principal. En 2009, le sponsor principal Liberty Seguros se retire après l'apparition de cas de dopages dans l'équipe et entraîne la disparition de l'équipe présente dans le peloton depuis 1996.

## Classements UCI
Jusqu'en 1998, les équipes cyclistes sont classées par l'UCI dans une division unique. En 1999 le classement UCI par équipes est divisé entre GSI, GSII et GSIII. L'équipe alors nommée LA Aluminios est classée en GSII. Les classements détaillés ci-dessous pour cette période sont ceux de la formation LA Aluminios en fin de saison. Les coureurs demeurent en revanche dans un classement unique.
| Saison | Classement par équipes | Meilleur coureur au classement individuel |
| ------ | ---------------------- | ----------------------------------------- |
| 1996   | 57e                    | Joaquim Gomes (372e)                      |
| 1997   | 56e                    | Joaquim Gomes (332e)                      |
| 1998   | 51e                    | Pedro Miguel Lopes (362e)                 |
| 1999   | 32e (GSII)             | Michele Laddomada (457e)                  |
| 2000   | 23e (GSII)             | Andrei Zintchenko (152e)                  |
| 2001   | 21e (GSII)             | Andrei Zintchenko (170e)                  |
| 2002   | 17e (GSII)             | Cândido Barbosa (167e)                    |
| 2003   | 7e (GSII)              | Nuno Ribeiro (187e)                       |
| 2004   | 7e (GSII)              | Sérgio Paulinho (108e)                    |

À la création du ProTour et des circuits continentaux en 2005, les équipes sont classées entre équipes ProTour (ou « ProTreams »), équipes continentales professionnelles et équipes continentales. L'équipe LA Aluminios figure parmi les équipes continentales professionnelles en 2005, puis devient en 2006 une équipe continentale. Elle participe principalement aux épreuves de l'UCI Europe Tour. Le tableau ci-dessous présente les classements de l'équipe sur les différents circuits continentaux, ainsi que son meilleur coureur au classement individuel.
UCI Africa Tour
| Saison | Classement par équipes | Meilleur coureur au classement individuel |
| ------ | ---------------------- | ----------------------------------------- |
| 2009   | 4e                     | Filipe Cardoso (5e)                       |

UCI America Tour
| Saison | Classement par équipes | Meilleur coureur au classement individuel |
| ------ | ---------------------- | ----------------------------------------- |
| 2009   | 40e                    | José Mendes (310e)                        |

UCI Europe Tour
| Saison | Classement par équipes | Meilleur coureur au classement individuel |
| ------ | ---------------------- | ----------------------------------------- |
| 2005   | 30e                    | Cândido Barbosa (11e)                     |
| 2006   | 33e                    | Cândido Barbosa (101e)                    |
| 2007   | 18e                    | Cândido Barbosa (8e)                      |
| 2008   | 10e                    | Héctor Guerra (7e)                        |
| 2009   | 3e                     | Héctor Guerra (8e)                        |

## Principaux coureurs
| - Youri Sourkov (1998-2001) - Saulius Sarkauskas (1999-2001) - Bruno Castanheira (1998-2003) - Orlando Rodrigues (2001-2003) - Andrei Zintchenko (2000-2003) - David Arroyo (2004) - Sérgio Paulinho (2004) | - Ricardo Martins (2005-2006) - Cândido Barbosa (2002-2007) - Nuno Ribeiro (2003-2009) - Rui Sousa (2005-2009) - Héctor Guerra (2005-2009) - Koldo Gil (2008) - Isidro Nozal (2008) |

## Principales victoires
- 2000
  - Classement par points du Tour du Portugal (Saulius Sarkauskas)
  - Trophée Joaquim Agostinho (Youri Sourkov)

- 2002
  - Tour de l'Algarve (Cândido Barbosa)

- 2003
  - Tour du Portugal (Nuno Ribeiro)
  - Tour de l'Alentejo (Andrei Zintchenko)
  - GP Mosqueteiros - Rota do Marquês (Cândido Barbosa)

- 2004
  - Grand Prix International CTT Correios de Portugal (Cândido Barbosa)
  - Classement par points du Tour du Portugal (Cândido Barbosa)
  -  Championnat du Portugal contre-la-montre (Sérgio Paulinho)

- 2005
  -  Championnat du Portugal contre-la-montre (Cândido Barbosa)
  - Classement par points du Tour du Portugal (Cândido Barbosa)

- 2006
  - Classement par points du Tour du Portugal (Cândido Barbosa)
  - Grand Prix International CTT Correios de Portugal (Jordi Grau)

- 2007
  -  Championnat du Portugal sur route (Cândido Barbosa)
  - Clásica a los Puertos de Guadarrama (Héctor Guerra)

- 2008
  - Tour de l'Alentejo (Héctor Guerra)
  - Grand Prix International CTT Correios de Portugal (Nuno Ribeiro)